# Siphona chaetosa
Siphona chaetosa là một loài ruồi trong họ Tachinidae.